# Elijah A. Morse

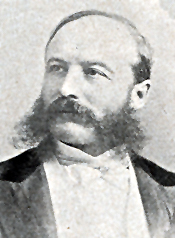
Elijah A. Morse

Elijah Adams Morse (* 25. Mai 1841 in South Bend, Indiana; † 5. Juni 1898 in Canton, Massachusetts) war ein US-amerikanischer Politiker. Zwischen 1889 und 1897 vertrat er den Bundesstaat Massachusetts im US-Repräsentantenhaus.

## Werdegang
Im Jahr 1852 kam Elijah Morse mit seinen Eltern nach Boston, wo er die öffentlichen Schulen besuchte. Später absolvierte er die dortige Boylston School sowie die Onondaga Academy im Bundesstaat New York. Während des Bürgerkrieges diente er in verschiedenen Einheiten im Heer der Union. Nach dem Krieg stellte Morse in Canton Ofenpoliermittel her. Politisch wurde er zunächst Mitglied der Prohibition Party, für die er im Jahr 1877 erfolglos für das Amt des Vizegouverneurs von Massachusetts kandidierte. Im Jahr 1876 war er Abgeordneter im Repräsentantenhaus von Massachusetts. Später wurde er Mitglied der Republikanischen Partei. In den Jahren 1886 und 1887 saß er im Staatssenat; 1888 war er Mitglied im Beraterstab des Gouverneurs.
Bei den Kongresswahlen des Jahres 1888 wurde Morse als Republikaner im zweiten Wahlbezirk von Massachusetts in das US-Repräsentantenhaus in Washington, D.C. gewählt, wo er am 4. März 1889 die Nachfolge von John D. Long antrat. Nach drei Wiederwahlen konnte er bis zum 3. März 1897 vier Legislaturperioden im Kongress absolvieren. Seit 1893 vertrat er den zwölften Distrikt seines Staates. Seit 1895 leitete er das Committee on Alcohol Liquor Traffic. Im Jahr 1896 verzichtete er auf eine erneute Kandidatur. Nach dem Ende seiner Zeit im US-Repräsentantenhaus nahm Morse seine frühere Tätigkeiten wieder auf. Er starb am 5. Juni 1898 in Canton.